# Кушлук (деревня)
Кушлук (стар.назв. Кишлак) — деревня в Бердюжском районе Тюменской области России. Входит в состав Зарословского сельского поселения. 

## География
Деревня расположена на берегу озёр Кушлук и Жилое. Расстояние до Тюмени — 330 км.
Часовой пояс
Кушлук, как и вся Тюменская область, находится в часовой зоне МСК+2. Смещение применяемого времени относительно UTC составляет +5:00.

## Население
| 2010 |
| ---- |
| 65   |